# Rossfeld
Rossfeld ist eine französische Gemeinde mit 1030 Einwohnern (Stand 1. Januar 2021) im Département Bas-Rhin in der Region Grand Est (bis 2015 Elsass).

## Geografie
Die Gemeinde Rossfeld liegt in der Oberrheinebene, etwa 30 Kilometer südlich von Straßburg. Durch das Gemeindegebiet fließt die Zembs, ein Nebenfluss des Rheins. Die Rheinfähre „Rhenanus“ nach Kappel in Baden-Württemberg ist zehn Kilometer von Rossfeld entfernt.

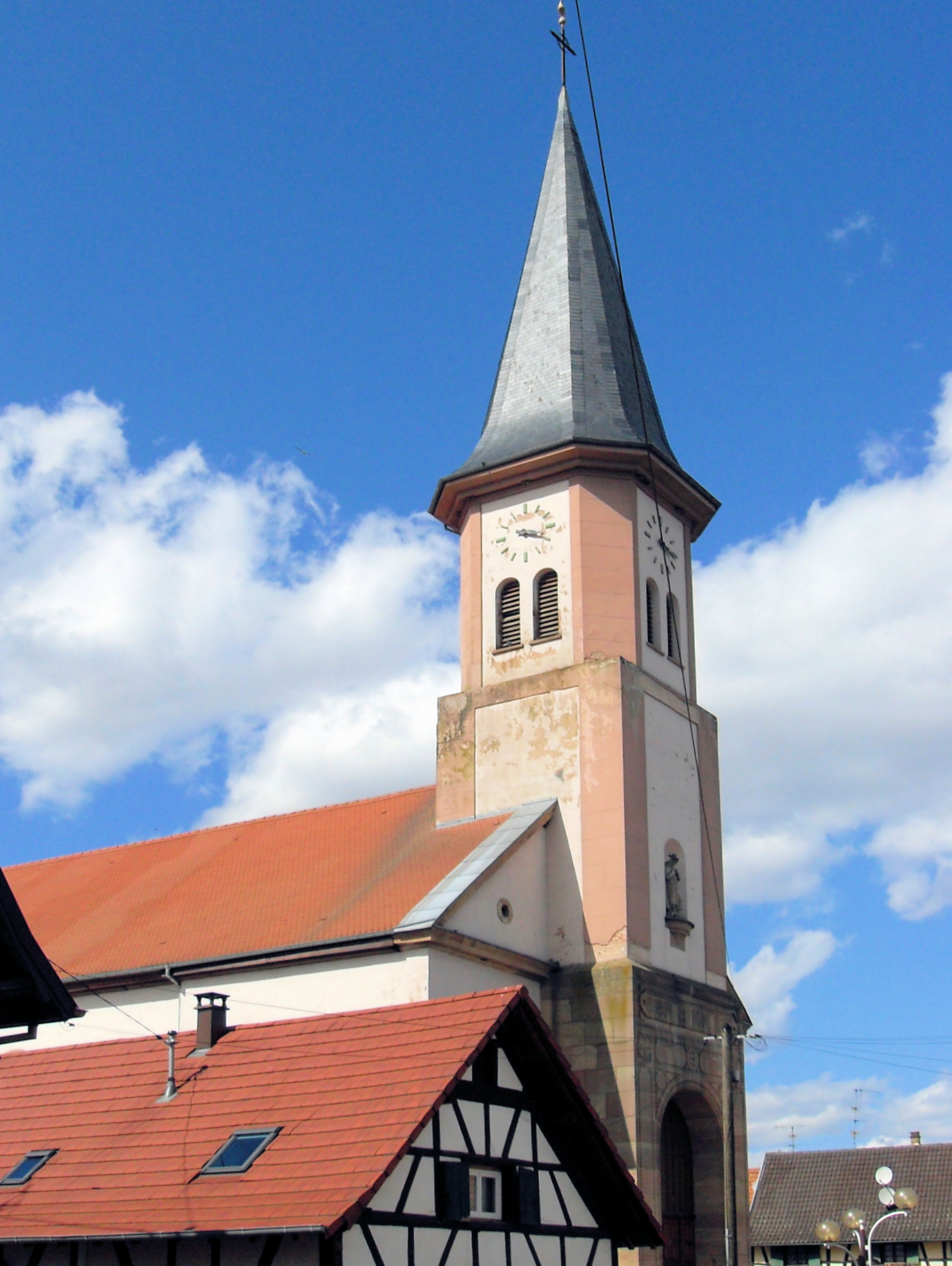
Kirche St. Wendelin
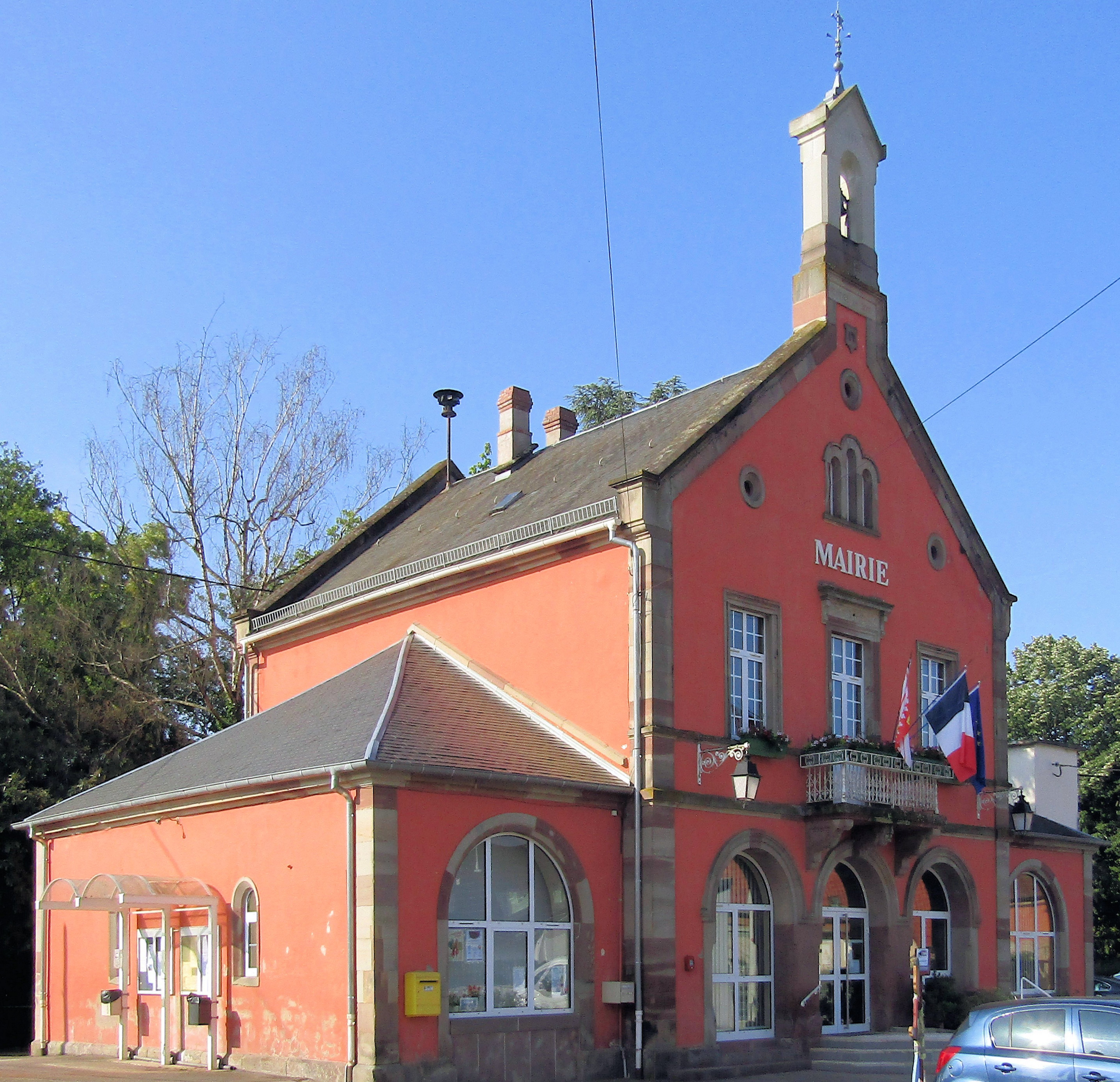
Mairie Rossfeld
Wasserturm
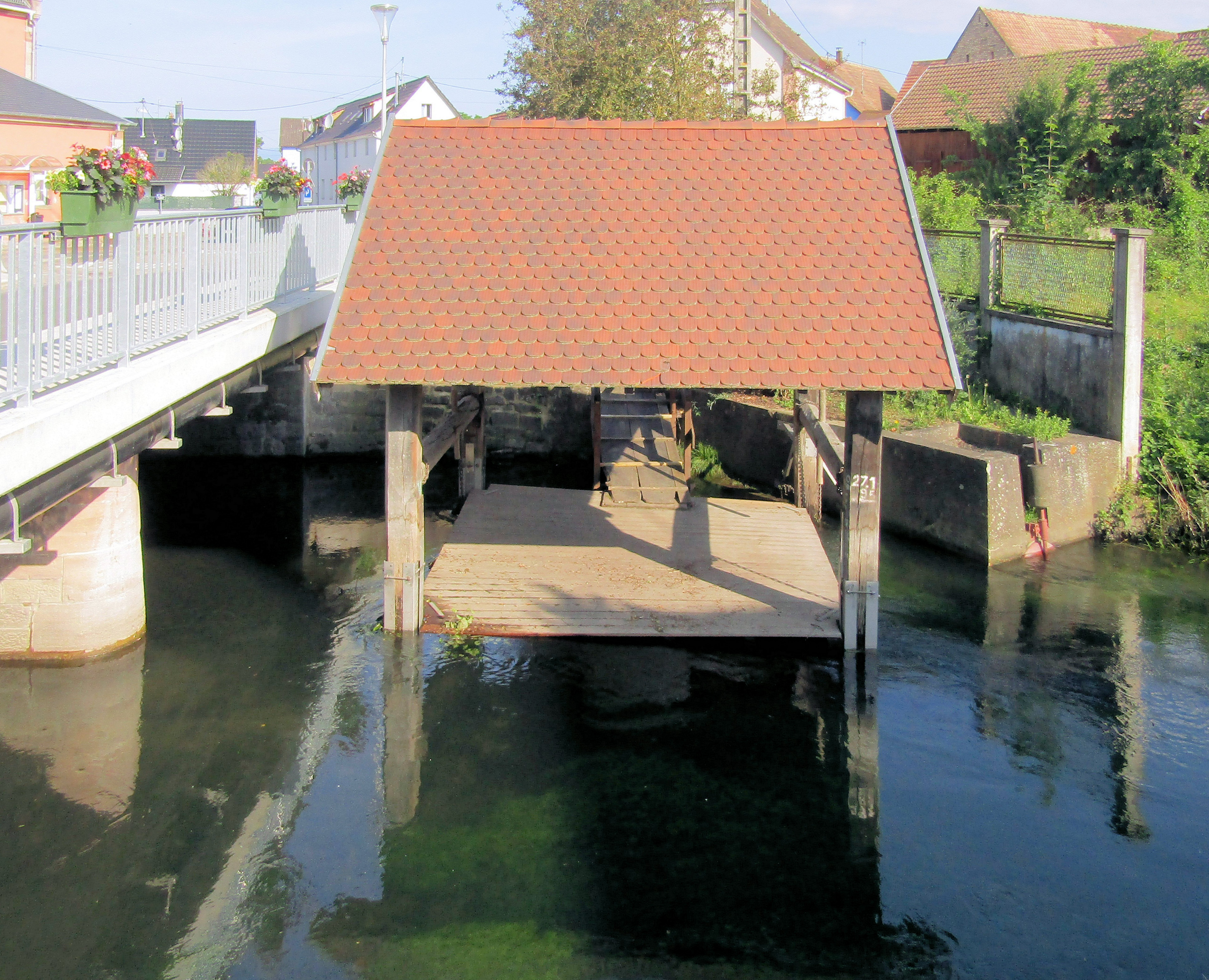
Ehemaliges öffentliches Waschhaus

## Bevölkerungsentwicklung
| Jahr      | 1962 | 1968 | 1975 | 1982 | 1990 | 1999 | 2006 | 2013 | 2021 |
| Einwohner | 607  | 624  | 628  | 665  | 687  | 708  | 785  | 929  | 1030 |